# Ordynacja większościowa
Ordynacja większościowa – system ordynacji wyborczej, w którym mandaty otrzymują kandydaci, bądź tylko jeden kandydat, który uzyskał określoną prawem większość głosów w danym okręgu wyborczym. Za typową ordynację większościową wielu politologów uważa system ordynacji wyborczej w jednomandatowych okręgach 'pierwszy na mecie', gdzie zwycięża tylko jeden kandydat.
Większościowa ordynacja wyborcza do niedawna przeciwstawiana była w naukach społecznych tzw. systemowi ordynacji proporcjonalnej. W praktyce jednak podział ten okazuje się nieprecyzyjny, gdyż obok wielomandatowej ordynacji proporcjonalnej (Rumunia, Belgia, Ukraina, Polska) występuje też wielomandatowa ordynacja większościowa (np. w Japonii do 1993 roku oraz w wyborach senackich w Polsce do 2010 roku, gdy w okręgu wielomandatowym wygrywało kilku kandydatów, którzy zdobyli najwięcej głosów) lub proporcjonalny (poprzez głos przechodni) system jednomandatowy (Australia). Jednomandatowa ordynacja większościowa typu 'pierwszy na mecie' stosowana jest w Polsce od 2011 r. w wyborach do Senatu. O tym, że głosowanie jest większościowe, decyduje rezultat uwzględniający preferencje tylko jednej, najsilniejszej grupy wyborców, a nie wszystkich głosujących, którzy oddali głos skuteczny (a więc poprawnie wypełnili kartę do głosowania). System większościowy pojawia się zatem w przypadku zastosowania ordynacji 'pierwszy na mecie' w jednomandatowych okręgach, przy zastosowaniu tej samej zasady w okręgu wielomandatowym (w tym przypadku można więc mówić o typie 'dwóch/trzech lub czterech pierwszych na mecie'), oraz w jednomandatowych okręgach z głosowaniem w dwóch turach, gdzie do drugiej tury przechodzi dwóch najsilniejszych kandydatów z pierwszej tury (Francja).
Porównując system większościowy 'dwóch/trzech/czterech pierwszych na mecie' z systemem Brytyjskiej Reprezentacji Proporcjonalnej łatwo zauważyć, że jedyną różnicą między metodami wyborczymi, która decyduje o tym, czy procedurę wyborczą należy uznać za proporcjonalną lub większościową, jest występowanie lub też brak głosowania za pomocą skali rangowej z metodą redukcji najmniej istotnych obserwacji (najmniej pożądanych kandydatów). A zatem występowanie lub brak zastosowania "głosu przechodniego", który może występować zarówno w odmianie wielomandatowej (np. BRP) jak i w jednomandatowym wariancie (np. proporcjonalnym głosie alternatywnym), pozwala rozpoznać czy w typologii ordynacji wyborczych daną ordynację należy umieścić w kategorii ordynacji większościowych czy też proporcjonalnych. Wyjątkiem, o którym należy pamiętać, jest głosowanie na zamknięte listy partyjne z formułą d'Hondta lub Sainte-Laguë, gdzie proporcjonalność wyniku wyborów wobec preferencji wyborców uzyskiwana jest poprzez przydział mandatów parlamentarnych w proporcji do głosów oddanych na daną partie, a nie poprzez bezpośrednio proporcjonalne do preferencji wyborczych rozdzielanie głosów między kandydatów. Można więc powiedzieć, że system zamkniętych list partyjnych jest kolektywną wielomandatową ordynacją proporcjonalną. Indywidualistyczne ordynacje proporcjonalne i większościowe (takie jak Brytyjska Reprezentacja Proporcjonalna, jednomandatowe 'pierwszy na mecie' lub alternatywnego głosu proporcjonalnego, bądź wielomandatowe 'dwóch/trzech/czterech na podium') wydają się lepiej odzwierciedlać duch demokracji, w której najistotniejszą rolę odgrywają prawa jednostki do niezależnego funkcjonowania w społeczeństwie, nie zaś prawa określonych organizacji skonstruowanych hierarchicznie do decydowania o jednostce.

## Charakterystyka
Obszar, na którym przeprowadzane są wybory, dzielony jest na okręgi. Jeśli każdemu okręgowi wyborczemu przypada jeden mandat, wówczas zazwyczaj mówimy o jednomandatowych okręgach wyborczych w systemie First Past the Post czyli Pierwszy na Mecie. W danym okręgu wygrywa kandydat z największą liczbą głosów.
System jednomandatowy stosowany jest m. in. w Wielkiej Brytanii, Stanach Zjednoczonych, Kanadzie, Francji, a także w Polsce, od 2011 r. w wyborach do Senatu oraz w wyborach samorządowych do rad gmin w gminach niebędących miastem na prawach powiatu. Jednomandatowy system większościowy (w przeciwieństwie do Brytyjskiej Ordynacji Proporcjonalnej oraz metody zamkniętych list partyjnych), poprzez specyfikę zrzeszania się kandydatów do parlamentu, prowadzi zazwyczaj do powstania jedno- lub najwyżej dwupartyjnych większości. W jednomandatowych okręgach z proporcjonalnym wyborem (Australia) częściej dochodzi do koalicji niż w jednomandatowych ordynacjach 'pierwszy na mecie'.
Jednomandatowa ordynacja większościowa zwykle wiąże się z wytworzeniem dwubiegunowej sceny politycznej poprzez mechanizm zwany przez politologów prawem Duvergera. Kandydaci zrzeszają się jeszcze przed wyborami – wymusza to fakt, iż w każdym okręgu wygrać może tylko jeden człowiek.
Koncyliacyjny charakter rządów występuje w większym stopniu w australijskim systemie jednomandatowego okręgu z proporcjonalnym wyborem (ordynacją preferencyjną).
W ordynacji jednomandatowej efekt porozumienia odmiennych środowisk obywatelskich jest wzmacniany w wypadku jednoturowości ('pierwszy na mecie'), tj. systemu bez dogrywki pomiędzy dwoma kandydatami z największą liczbą głosów (w przypadku, gdy uzyskają jednakową liczbę głosów, o zwycięstwie decyduje losowanie).
Na charakter wyborów w większościowej ordynacji jednomandatowej zasadniczy wpływ ma rozmiar okręgu (pod względem populacji). Jeżeli jest on mały (jak w Wielkiej Brytanii – 646 okręgów), to wybory mają charakter lokalny. Następuje większy kontakt kandydata z wyborcą. Jeżeli okręgi są duże (jak w polskich wyborach do Senatu, gdzie wybiera się 100 senatorów), to wybory pod względem związku kandydata z regionem nie różnią się znacznie od wyborów ogólnokrajowych, np. prezydenckich (co zwiększa rolę mediów kosztem bezpośredniej interpersonalnej komunikacji i interakcji społecznych).
Cechą charakterystyczną jednomandatowej ordynacji jest wybór pojedynczego kandydata (a nie – jak w przypadku wielomandatowych ordynacji proporcjonalnych zamkniętych list wyborczych – wybór partii). Głosowanie jest więc zindywidualizowane a nie kolektywne.

## Podział ordynacji
- Ze względu na proporcjonalne odzwierciedlanie preferencji społecznych:
  - Proporcjonalne – wielomandatowy system zamkniętych list partyjnych, wielomandatowa Brytyjska Reprezentacja Proporcjonalna i jednomandatowy proporcjonalny głos alternatywny.
  - Nieproporcjonalne – jednomandatowe z metodą 'pierwszy na mecie', dwuturowe większości bezwzględnej oraz wielomandatowe z metodą 'dwóch/trzech/czterech pierwszych na mecie'.
- Ze względu na liczbę mandatów w okręgu:
  - Jednomandatowe okręgi wyborcze – Wielka Brytania (do Izby Gmin), Francja, Stany Zjednoczone, Indie, Kanada, Polska (od 2011 r. w wyborach do senatu oraz w wyborach samorządowych w latach 2014–2018 w gminach niebędących miastami na prawach powiatu, a od 2018 r. w gminach poniżej 20 tysięcy mieszkańców)
  - Wielomandatowe okręgi wyborcze – Irlandia (tzw. Brytyjska Reprezentacja Proporcjonalna czyli metoda Hare'a-Clarka)
- Ze względu na sposób przydzielenia mandatu:
  - Jednoturowe – Wielka Brytania, Indie, Kanada, Stany Zjednoczone, Australia
  - Dwu- lub wieloturowe – Francja, Iran, Kuba
  - Alternatywnego głosu proporcjonalnego (ang. Alternative Vote; lub Proportional Single Seat Constituency) – Australia

## Cechy ordynacji większościowej
- umożliwia wybór pomiędzy ludźmi i ocenianie dokonań indywidualnych kandydatów, choć w praktyce nie ma to większego wpływu na wynik wyborów
- podtrzymuje powiązanie reprezentanta z jego wyborcami – mogą go wybrać ponownie
- daje szansę na wybór popularnym niezależnym kandydatom, zwiększa niezależność kandydatów od kierownictwa partii
- dwubiegunowość systemu – grupowanie głosów wokół 2 najpopularniejszych kandydatów lub opcji (w zależności od poglądów dwubiegunowość można też uznać za wadę)
- korzystnie wpływa na tworzenie się klarownej większości w parlamencie, dzięki czemu utrzymuje się spójna podstawa dla rady ministrów
- pozbawia partie skrajne i populistyczne wpływu na władzę (dzięki stabilnej większości – mali koalicjanci nie mają na nią wpływu)
- opozycja w parlamencie jest z reguły silna i konkretna
- wspiera 'ogólnoświatopoglądowe' partie kosztem partii jednego 'tematu'
- zazwyczaj są proste i łatwe do zrozumienia (ale są wyjątki, np. system alternatywnego głosu)
- prowadzi ona do zjawiska tzw. "głosów straconych" (oddanych na mniej popularne opcje; zwycięzca bierze wszystko)
- wymuszenie głosowania na najpopularniejsze opcje jako jedynej racjonalnej możliwości – problem ten można zminimalizować stosując wieloturowe wybory lub system głosu alternatywnego (można bez obaw o nieważność głosu dać najwyższe preferencje kandydatowi najbardziej lubianemu, a nie temu, który ma największe szanse wygrać)
- w praktyce istnieje wzmocniona tendencja do głosowania partyjnego, rzadko udaje się w tym systemie zwyciężyć kandydatom niezależnym
- dwubiegunowość systemu – wyklucza mniejszości światopoglądowe i etniczne (chyba że są mocno skoncentrowane w jednym regionie wyborczym)
- wspiera politykę 'etniczną' w krajach np. afrykańskich
- w większym stopniu wykluczają kobiety z parlamentu
- 'regionalizacja poparcia' – pewne regiony w kraju stają się ostoją jednej opcji politycznej (np. Demokrata mieszkający w Utah nie ma szans posiadania własnego posła, gdyż region jest ostoją Republikanów; głosowanie w tym regionie staje się formalnością).
- system nie zawsze odzwierciedla spadek zaufania opinii publicznej do polityków (por. wybory w Wielkiej Brytanii z 2005 roku) – w systemie alternatywnego głosu ten problem jest minimalizowany
- łatwość manipulacji obszarem okręgów w celu 'wykreowania' korzystniejszych okręgów dla partii rządzącej (a nieraz nawet na zasadzie porozumienia między głównymi partiami) (patrz: Gerrymandering)
- bardzo ciężko jest odsunąć partie systemu dwubiegunowego od władzy, przez co dochodzi do wyboru typu 'mniejsze zło' – poczucie obywateli, że ich głos jest nieważny, jest wzmocnione, przez co notuje się z reguły niższą frekwencję wyborczą niż w systemach proporcjonalnych